# 纪晓晶
纪晓晶（1988年6月18日—），辽宁人，是中国女子射击运动员，主攻手枪项目。

## 战绩
纪晓晶13岁时随家人从辽宁移居至青海西宁，14岁时她开始在当地体工接受射击训练，并在当年获得自己人生的第一枚奖牌。2010年，她首次参加全国比赛，当时她获得女子10米空气手枪第七名。2017年第十三届全国运动会，纪晓晶爆冷获得女子25米手枪金牌，这是青海队在该项目的首枚金牌。
全运后，纪晓晶进入国家队，成绩有进一步提升，2018年年初，她凭借全国选拔赛的冠军成功获得亚运、世锦赛、世界杯分站赛等多项国际赛事的参赛资格。同年8月，她联同吴嘉宇在雅加达亚洲运动会新设立的混合团体10米空气手枪项目上夺得金牌。